# الحروب الأفغانية السيخية
الحروب الأفغانية السيخية هي سلسلة من الحروب التي دارت بين الإمبراطورية الدرانية الإسلامية (القائمة في أفغانستان في الوقت الحاضر) والإمبراطورية السيخية (الواقعة في منطقة البنجاب). يعود أصل الصراع إلى عهد الجيش السيخي المعروف بدال خلسا.

## معلومات أساسية
حققت الكونفدرالية السيخية استقلالها عن إمبراطورية المغول في عام 1716، وتوسعت على حسابها في العقود التالية، على الرغم من وقوع المذبحة الصغرى. وجه غزو الإمبراطور الفارسي الأفشاردي نادر شاه لمغول الهند (1738-1740) ضربة قوية للمغول، ولكن بعد وفاة نادر شاه في عام 1747، أعلنت الإمبراطورية الدرانية (التي تغطي معظم أفغانستان الحديثة وباكستان) استقلالها عن بلاد فارس. عقب أربع سنوات، دخلت هذه الدولة الأفغانية الجديدة في صراع مع تحالف السيخ.

## المرحلة الأولى
في عام 1748، غزا أحمد شاد دراني لاهور واحتلها. أنشأ أحمد حكومة في لاهور، وزحف بجيشه شرقًا مستوليًا على المزيد من الأراضي. استعاد السيخ لاهور ولكنهم سرعان ما خسروها لصالح الأفغان بحلول 12 أبريل 1752.
غزا أحمد الهند في عام 1757، وهزم السيخ ابنه تيمور دراني في معركة أمريتسار. بحلول فبراير 1758، هزم السيخ الحاكم الدراني في لاهور، الجنرال جهان خان.

## المرحلة الثانية
في عام 1766، غزا أحمد شاه دوراني الهند مجددًا، واستولى على لاهور دون قتال. انسحب السيخ، ولجأوا إلى حرب العصابات ضد الأفغان. تقدم أحمد إلى أمريتسار، فذبح السكان ودمر المدينة، إلا أن حملته كانت قصيرة الأجل. نظرًا لعدم دفع الأجر لجنوده ونشوب صراع داخلي في قندهار، أُرغِم أحمد على العودة إلى أفغانستان. توفي أحمد شاه في عام 1772، وبحلول عام 1799، عادت لاهور إلى سيطرة السيخ.

## المرحلة الثالثة

### معركة أتوك
في عام 1813، عقب المطالبة باستعادة الحصن في أتوك، حاصر رئيس الوزراء الدراني وازير فاتح خان أتوك. وصلت أحد قوات الإغاثة البنجابية، وتواجه الجيشان لمدة ثلاثة أشهر، ولم يتحرك أي من الجانبين. عندما بدأت حرارة الصيف تؤثر على الجيوش، زحف الديوان مكهام تشاند بجيشه لمنع الأفغان من الحصول على المياه من النهر. بسبب انعدام المياه، بدأت القوات الأفغانية تعاني من الجفاف، فشنت هجومًا تلو الآخر باتجاه النهر، ولكنها لم تتمكن من اختراقه. أدرك تشاند أن الأفغان أُصيبوا بالضعف، فوجه سلاح الفرسان لمهاجمة الأفغان الذين هُزِموا وهربوا، فخسروا ألفين رجل.
اتهم فاتح خان رانجيت سينغ بالخيانة، وانطلق من كشمير على رأس 15,000 جندي من سلاح الفرسان في أبريل 1813 وحاصر حصن أتوك. في الوقت نفسه، أشار رانجيت سينغ على الديوان موكهام تشاند وكرام تشاند تشاهال من برهان أن يُعجّلا بإرسال قوة من سلاح الفرسان والمدفعية وكتيبة من المشاة لمواجهة الأفغان.
خيّم الديوان موخام تشاند نايار على بعد 8 أميال (13 كم) من المعسكر الأفغاني، ولم يكن راغبًا في المجازفة بالانخراط في مواجهة حاسمة، على الرغم من اشتراك الجانبين في العديد من المناوشات وتحملهما العديد من الخسائر. في 12 يوليو 1812، نفدت إمدادات الأفغان، وزحف الديوان مكهام تشاند نيار بجيشه على مسافة 8 كيلومترات من أتوك إلى هايدار، على ضفاف نهر السند، للقتال. في 13 يوليو 1812، قسّم الديوان مكهام تشاند نيار سلاح الفرسان إلى أربع فرق، ونصّب سينغ نالوا قائدًا لأحد الفرق وتولى قيادة فرقة واحدة بنفسه. شكلت كتيبة المشاة الوحيدة ساحة مشاة لحماية المدفعية التي كانت بقيادة غوس خان. اتخذ الأفغان مواقع واجهة للسيخ، وكان جزء من فرسانهم بقيادة دوست محمد خان.